# Pietro Summonte
Pietro Summonte, né à Naples en 1453 et mort dans la même ville le 14 août 1526, est un humaniste italien, auteur de plusieurs textes portant sur la littérature et l'histoire de l'art de son temps.

## Biographie
Professeur de rhétorique à Naples, il fait partie du cercle de l'Académie pontanienne, réunie autour de Giovanni Pontano. Il prend la direction de cette académie à la mort de ce dernier en 1503. 
Il joue un rôle politique au sein de la ville. En 1498, il est nommé électeur du peuple et, à partir du 28 septembre 1504, à titre honoraire, fonctionnaire de la douane de Naples, conservant le droit de percevoir un salaire. En 1514, il est nommé chancelier de la ville. Entre 1520 et 1525, il occupe son premier poste d'enseignant en tant que maître de conférences en sciences humaines à l'Université de Naples. L'une des seules œuvres littéraires qui subsistent de lui est le poème Disfida di Barletta, 23 couplets adressés au condottiere italien Ettore Fieramosca.
Il est surtout connu pour avoir édité les poèmes de ses amis napolitains : L’Arcadia de Jacopo Sannazaro en 1504, Le Rime de Chariteo (it) (1506) ou encore les œuvres complètes de Giovanni Pontano. 
Sa lettre au vénitien Marcantonio Michiel datée de 1524 constitue une importante source pour l'histoire de la renaissance artistique napolitaine : il y fait une rétrospective de l'art napolitain depuis le XIVe siècle, évoquant l'influence de l'art flamand et la notion d'école. Il y aborde également les arts décoratifs (tapisserie, la broderie, les manuscrits enluminés, les médailles et le travail du cuir).